# جائزة كتالونيا الكبرى للدراجات النارية 2015
جائزة كتالونيا الكبرى للدراجات النارية 2015 هو سباق دراجات نارية أقيم بتاريخ 14 يونيو 2015 في حلبة دي كاتلونيا، مونتميلو، إسبانيا. كان الجولة السابعة من أصل 18 في سباق الجائزة الكبرى للدراجات النارية موسم 2015. فاز الإسباني خورخي لورنزو بفئة الموتو جي بي بينما جاء الإيطالي فالنتينو روسي في المركز الثاني وحصل على المركز الثالث الإسباني داني بيدروسا.

## وصلات خارجية
- الموقع الرسمي